# Carlos Aragone
Carlos Aragone Salveraglio (1937-1994) fue un físico latinoamericano de nacionalidad uruguaya.
Nació en Montevideo, Uruguay, estudiando en la Universidad de la República . Luego, prosigue sus estudios en Italia, donde obtuvo su "Laurea" en la Universidad de Roma 1967. Durante este periodo se destaca su trabajo con Carlo Cattaneo en métodos hamiltonianos dentro de la teoría de la relatividad general. Tras su regreso en Montevideo en 1968, y en colaboración con Luis Saravia, modernizó el antiguo Instituto de Física de la Universidad de la República y creó un activo grupo de investigación en teoría de campos y relatividad. También jugó un papel decisivo en la creación de un comité regional sobre física gravitacional, el COLARG, que condujo a una conferencia regional periódica sobre física gravitacional, el SILARG, la primera que tuvo lugar en Montevideo en 1971. También jugó un papel decisivo en la consolidación del Centro Latinoamericano de Física ( CLAF ), que apoya las actividades de investigación en la región. Fue presidente del directorio del CLAF de 1976 a 1985.
En 1971, como resultado de las turbulencias políticas del Uruguay, partió hacia Venezuela para ingresar en la entonces recién creada Universidad Simón Bolívar, en el valle de Sartenejas, estado de Miranda, cercano a Caracas . Allí ayudó a desarrollar uno de los departamentos de física (  ) más activos en investigación en América Latina en ese momento. En 1978 recibió la prestigiosa beca Guggenheim. De 1982 a 1985 Aragone fue director del Centro de Investigaciones Astronómicas ( CIDA ), ubicado en Apartaderos, estado de Mérida .
Aragone publicó 77 artículos de investigación a lo largo de su carrera.  Fue uno de los pioneros del enfoque del frente luminoso para las teorías de calibre. Su investigación también lo llevó a considerar las teorías de espín superior, la supergravedad y la relatividad general. También hizo importantes contribuciones en óptica cuántica, donde introdujo la noción de estados de incertidumbre mínima con momento angular, los conocidos estados de espín inteligentes. Fue mentor de muchos físicos latinoamericanos. 

## Publicaciones
Puede encontrar una lista completa de publicaciones aquí .